# فرودگاه منطقه‌ای جیمزتاون
فرودگاه منطقه‌ای جیمز تاون (به انگلیسی: Jamestown Regional Airport) یک فرودگاه همگانی با کد یاتا JMS است که یک باند فرود آسفالت دارد و طول باند آن ۱۹۸۱ متر است. این فرودگاه در کشور ایالات متحده آمریکا قرار دارد و در ارتفاع ۴۵۶٫۶ متری از سطح دریا واقع شده‌است.